# 천성장가
《천성장가》(天盛長歌)는 2018년 방송되었던 중국의 드라마이다.

## 소개
- 궁정의 권모와 계략을 다룬 이야기

## 등장 인물
- 천쿤 - 영혁 역
- 니니 - 봉지미 역
- 조립신 (赵立新) - 신자연 역
- 바이징팅 - 고남의 역
- 니다훙 - 영세정 역
- 왕구뢰 (王歐蕾) - 왕재인 역
- 주예 (朱銳) - 월령 역
- 해일천 (海一天) - 영천 역
- 시안 (是安) - 영승 역
- 차이야퉁 - 가영 역
- 덩사 - 옥화 역
- 류민타오 - 추명영 역
- 왕어우 - 화경 역
- 후커 - 대화 역
- 메이팅 - 아악 역
- 위안훙 - 진시우 역